# Døde i 1978
Døde i 1978  er en liste over notable personer, der er afgået ved døden i 1978 . 

## Januar
| - Nathalie Krebs - Hubert Humphrey - Jack Oakie - Georges Speicher |

- 5. januar – Nathalie Krebs, dansk kunsthåndværker (født 1895).
- 10. januar – Don Gillis, amerikansk komponist og dirigent (født 1912).
- 13. januar – Hubert Humphrey, amerikansk vicepræsident og senator (født 1911).
- 23. januar – Jack Oakie, amerikansk skuespiller (født 1903).
- 24. januar – Georges Speicher, fransk cykelrytter (født 1907).

## Februar
| - Maggie McNamara |

- 16. februar – Svend Johannsen, dansk politiker for SSW (født 1903).
- 18. februar – Maggie McNamara, amerikansk skuespillerinde (født 1928).

## Marts
| - Willy Falck Hansen |

- 1. marts – Paul Scott, britisk forfatter (født 1920).
- 13. marts – John Cazale, amerikansk skuespiller (født 1935).
- 18. marts – Willy Falck Hansen, dansk cykelrytter (født 1906).

## April
- 4. april – Eggert Knuth-Winterfeldt, dansk ingeniør og professor (født 1912).

## Maj
- Robert Menzies

- 15. maj – Robert Menzies, australsk politiker (født 1894).

## Juni
| - Santiago Bernabéu Yeste - Jens Otto Krag |

- 2. juni – Santiago Bernabéu Yeste, spansk fodboldspiller og sportsdirektør (født 1895).
- 22. juni – Jens Otto Krag, dansk politiker (født 1914).

## Juli
- 29. juli – Wesley La Violette, amerikansk komponist (født 1894).

## August
| - Viggo Brun |

- 15. august – Viggo Brun, norsk matematiker (født 1885).
- 28. august – Robert Shaw, engelsk skuespiller (født 1927).

## September
| - Keith Moon - Ricardo Zamora - Luigi Allemandi |

- 7. september – Keith Moon, engelsk musiker og skuespiller (født 1946).
- 15. september – Ricardo Zamora, spansk fodboldspiller (født 1901).
- 25. september – Luigi Allemandi, italiensk fodboldspiller (født 1903).

## Oktober
| - Tibor Serly - Gig Young |

- 2. oktober – Hans Schmidt, politiker (født 1899).
- 5. oktober – May Warden, engelsk skuespiller (født 1891).
- 8. oktober – Tibor Serly, ungarsk komponist (født 1901).
- 19. oktober – Gig Young, amerikansk skuespiller (født 1913).

## November
| - Heiri Suter - Gene Tunney - Lennie Tristano - Jens August Schade - André Morell |

- 6. november – Heiri Suter, schweizisk cykelrytter (født 1899).
- 7. november – Gene Tunney, amerikansk bokser (født 1897).
- 18. november – Lennie Tristano, amerikansk jazzpianist- og komponist (født 1919).
- 20. november – Jens August Schade, dansk forfatter (født 1903).
- 28. november – André Morell, engelsk skuespiller (født 1909).

## December
| - Golda Meïr - Vincent du Vigneaud |

- 5. december – Carlos Riolfo, uruguayansk fodboldspiller (født 1905).
- 8. december – Golda Meïr, israelsk politiker og tidligere premierminister (født 1898).
- 11. december – A.C. Normann, dansk journalist og politiker (født 1904).
- 11. december – Vincent du Vigneaud, amerikansk biokemiker (født 1901).